# Годен, Жан-Клод
Жан-Клод Годе́н (фр. Jean-Claude Gaudin; 8 октября 1939[…], Марсель — 20 мая 2024, Сен-Зашари) — французский политик, мэр Марселя (1995—2020).

## Биография
Родился 8 октября 1939 года в Марселе, сын каменщика и работницы канатной фабрики. В течение пятнадцати лет работал преподавателем курса история-география. Начал политическую карьеру в 1965 году, когда был избран в муниципальный совет Марселя от партии Национальный центр независимых и крестьян.
Впоследствии состоял в различных правоцентристских партиях по мере их реорганизации — Национальная федерация независимых республиканцев, Союз за французскую демократию, Республиканская партия, Союз за народное движение, Республиканцы. До 1983 года оставался в муниципальном совете Марселя, но ещё в 1978 году избран в Национальное собрание от 2-го округа департамента Буш-дю-Рон и занимал это кресло до 1989 года. С 1982 по 1988 год состоял депутатом генерального совета департамента Буш-дю-Рон, в 1983—1989 годах — мэром 6-го и 8-го округов Марселя, в 1986 году избран председателем совета региона Прованс — Альпы — Лазурный Берег и оставался в этой должности до 1998 года, в 1989—2017 годах — сенатор Франции.
25 июня 1995 года вступил в должность мэра Марселя.
С 7 ноября 1995 по 2 июня 1997 года — министр развития территорий, городов и интеграции во втором правительстве Жюппе.
В июне 2017 года объявил об отказе от выставления своей кандидатуры на следующих выборах мэра.
15 марта 2020 года в первом туре муниципальных выборов в Марселе успеха добился «Союз левых сил» во главе с Мишель Рубирола, а 28 июня во втором туре голосования её левая коалиция вновь победила с результатом 39,9 % голосов. 4 июля депутаты муниципального совета избрали Рубирола новым мэром Марселя.
Умер 20 мая 2024 года от сердечного приступа в возрасте 84 лет в своей резиденции в Сен-Зашари.